# Muskegon County
Muskegon County is een county in de Amerikaanse staat Michigan.
De county heeft een landoppervlakte van 1.319 km² en telt 170.200 inwoners (volkstelling 2000). De hoofdplaats is Muskegon.